# Doleranus vivida
Doleranus vivida är en insektsart som beskrevs av Samuel Ebb Crumb 1915. Doleranus vivida ingår i släktet Doleranus och familjen dvärgstritar. Inga underarter finns listade i Catalogue of Life.